# Moenkhausia sanctaefilomenae
El tetra de ojos rojos, también conocido como moenkhausia de banda amarilla, moenkhausia de lomo amarillo o el tetra cabeza amarilla es una especie de tetra. Es un pez de agua dulce, que alcanza una longitud de 7cm, y llega a vivir hasta 5 años. El tetra de ojos rojos tiene un cuerpo plateado brillante, que contrasta con una cola negra y un círculo rojo alrededor de cada ojo. Se encuentran en América del Sur, en las cuencas de los ríos San Francisco, Paraná, Paraguay y Uruguay, en Paraguay, oriente de Bolivia y del Perú, la provincia de Corrientes en Argentina y el sur de Brasil. Como peces de acuario son criados extensivamente en Asia.

## En el acuario
Es fácil de cuidar, aún por los principiantes. Es pacífico, manejable y conveniente para la mayoría de las comunidades de peces de los acuarios, sin embargo por ser muy activo puede perturbar a especies más lentas o tímidas. Se agrupa en cardúmenes y debe mantenerse en grupos de seis o más, si permanece solitario puede cortar las aletas de otros peces.
Prefiere temperaturas de 22-26 °C (72-79 °F) en un tanque con abundante espacio plantado con arena. Tolera una amplia gama de condiciones del agua, pero prefiere agua  suavemente ácida.
Preferiblemente mantener en un acuario provisto de gran cantidad de plantas. Especies del género Echinodorus y Potamogeton son adecuadas. Requiere de cierta reducción de la iluminación empleando platas flotantes y la acción de un filtro que no genere muchas turbulencias. Se adapta bien a diferentes parámetros acuáticos  pH entre 5,5 y 8,5º, dureza del agua entre 6 y 30° dGh.

### Nutrición
En la naturaleza se alimenta de lombrices, insectos, crustáceos y materia vegetal. En el acuario suele comer todo tipo de alimentos vivos, frescos o en hojuelas. Para mantener un buen equilibrio que se debe dar alimentos en hojuelas de alta calidad todos los días. Consume artemias (ya sea vivas o congeladas) o lombrices como manjar.

### Cruzamientos
Las hembras son más grandes y tienen un abdomen más redondeado que los machos. Para criarlos, debe tenerse un tanque de cría separado se debe crear con, agua un poco ácida, muy blanda (4 dGH o menos). Desova libremente, pero también ponen huevos entre las raíces de plantas flotantes. Una vez que se ha producido el desove, la pareja debe ser retirada, ya que consume los huevos. Los alevines pueden ser alimentados inicialmente con infusorios, rotíferos, artemias recién nacidas o con alimentos preparados comercialmente, triturando finamente las hojuelas.